# Кетеново
Кетеново (мкд. Кетеново) је насеље у Северној Македонији, у северном делу државе. Кетеново је у оквиру општине Кратово.

## Географија
Кетеново је смештено у северном делу Северне Македоније. Од најближег града, Куманова, село је удаљено 40 km источно.
Село Кетеново се налази у историјској области Кратовско. Насеље је положено у долини Криве реке, на приближно 430 метара надморске висине.
Месна клима је умерено континентална.

## Становништво
Кетеново је према последњем попису из 2002. године имало 216 становника. Од тога огромну већину чине етнички Македонци.
Претежна вероисповест месног становништва је православље.